# Калле, Саша
Саша Калле (англ. Sasha Calle; род. 7 августа 1995, Бостон) — американская актриса и певица. Наиболее известна по роли Лолы Росалес в телесериале «Молодые и дерзкие», которая принесла ей номинацию на дневную премию «Эмми» в категории «Лучшая молодой актёр или актриса в драматическом сериале» в 2020 году.

## Ранние годы
Саша родилась и выросла в Бостоне, Массачусетс. В возрасте 10 лет она на два года переехала в Колумбию. Затем она вернулась в США и поступила в среднюю школу в Голливуде, Флорида. Её маму зовут Самира, отчима-Кевин, а брата-Джейкоб. После окончания средней школы она переехала в Лос-Анджелес, чтобы поступить в Американскую музыкально-драматическую академию. Она окончила American Musical and Dramatic Academy со степенью бакалавра исполнительского искусства.

## Карьера
Свою первую роль Калле получила в 2017 году, сыграв в мини-сериале Socially Awkward, а уже на следующий год она сыграла роль Лолы Росалес в телесериале «Молодые и дерзкие». 19 февраля 2021 года режиссёр Энди Мускетти объявил, что Саша сыграет Супергёрл в фильме «Флэш».

## Фильмография
| Год       |     | Русское название    | Оригинальное название      | Роль                    |
| --------- | --- | ------------------- | -------------------------- | ----------------------- |
| 2017      | кор | —                   | 18 Minutes                 | репортёр-колумбийка     |
| 2017      | с   | —                   | Socially Awkward           | Вирджиния               |
| 2017      | кор | —                   | Rogue Tiger                | Трасо                   |
| 2018      | кор | —                   | The White Shoes            | женщина                 |
| 2018      | кор | Последняя остановка | Final Stop                 | девочка-подросток       |
| 2018      | кор | —                   | Deep Cuts                  | третья модель           |
| 2018—2021 | с   | Молодые и дерзкие   | The Young and the Restless | Лола Росалес            |
| 2019      | кор | —                   | Young Blood                | администратор           |
| 2023      | ф   | Флэш                | The Flash                  | Кара Зор-Эл / Супергёрл |
| 2024      | ф   | На быстрых лошадях  | On Swift Horses            | Сандра                  |
| 2026      | ф   | Лакомый кусок       | The Rip                    |                         |